# إجناتيوس بيفريل
إغناتيوس بفريل (12 يوليو، 1214 - 19 مايو، 1292) شخصية خيالية مذكور في سلسلة هاري بوتر للمؤلفة البريطانية ج.ك رولينغ، أحد الإخوة الثلاثة المذكورين في حكاية الأخوة الثلاثة في حكاية بيدل الشاعر. أصغر الأخوة الثلاثة، وصف إجناتيوس أيضاً بأنه الأكثر تواضعاً وحكمة، وقد نجا من الموت بسبب هذه السمات. حصل على آخر مقدسات الموت، عباءة التخفي، التي انتقلت عبر عائلته إلى عائلة بوتر، وفي النهاية إلى جيمس بوتر وقد اعطها الباس دمبلدورفي النهاية لهاري بوتر كما اوصه جيمس.

## النشأة
لا يُعرف سوى القليل عن طفولة إغناتيوس. ولد في عائلة بيفريل في 12 يوليو 1214 في قرية كهف غودريك في غرب إنجلترا، وهو الاخ الاصغر لكل من انتيوش وكادموس بيفريل.
كونه على دراية بالفنون السحرية، فإنه من غير المعروف ما إذا كان أخوة بيفيريل قد التحقوا بمدرسة هوجوارتس للسحر والشعوذة، أو تم تعليمهم في المنزل أو تعلموا عن الفنون السحرية بأنفسهم، بشكل أوتوماتيكي.

## مقدسات الموت
وفقا ل بيدل الشاعر في أعماله The Tale of the Three Brothers أو حكاية الاخوة الثلاثة، كان اجناتيوس الأكثر تواضعا وحكمة من اخويه الاثنين. عندما تمكن الأخوة الثلاثة من خداع الموت أثناء السفر «طريق وحيد متعرج عند الشفق»، تظاهر الموت بتهنئتهم على سحرهم وقدم لهم هدية من اختيارهم. لم يثق اجناتيوس في الموت بأي وسيلة. لذلك، بدلا من طلب شيء لتعزيز رغباته الخاصة، طلب السلطة لمغادرة ذلك المكان دون أن يتبعه الموت. وليس الرغبة في أي تلميح من نواياه الحقيقية، وأخذت على مضض عباءة الخفاء وأعطاها اليه. التقى الأخوان الأكبر سنا الأقدار الرهيبة بسبب الشهوة القاتلة التي تم إنشاؤها في عصا الالدر (The Elder Wand)، وحجر البعث (Resurrection Stone).
تجدر الإشارة إلى أن حكايات بيدل الشاعر على الأرجح استخدمت رخصة فنية لأن بعض جوانب قصته يبدو أنها لا تتطابق مع الجوانب الفعلية لحياة الاخوة '(على سبيل المثال، تعني القصة بشكل كبير أن كادموس بيفريل قد قتل نفسه قبل أن ينحدر، عندما كان في الواقع سليدا مباشرا إلى بيت ئجونت)، وعلى هذا النحو، لا ينبغي أن يؤخذ على أنه سرد دقيق للحقائق التاريخية. كما نظّر الباس دمبلدور نفسه، فمن الأرجح أن الأخوة بيفريل، مثل السحرة الموهوبين، تمكنوا من إنشاء «المقدسات المميتة» بأنفسهم.

## حياته فيما بعد والموت
من المرجح أن إجناتيوس تزوج في وقت ما، وكان لديه ولد.
فلقد عاش إجناتيوس حوالي ستة وسبعين عاما، ومات في 19 مايو، 1292 في مسقط رأسه من كهف جودريك. ترك لابنه عباءة الاخفاء، واحدة من مقدسات الموت، ودُفن في فناء الكنيسة من قبل كنيسة أبرشية سانت كليمنتين.

## بعد الوفاة
في عام 1899، أقام جيليرت جريندالوالد مع عمته باثيلدا باكشوت في كهف غودريك في محاولة من جهة «لاستكشاف المكان الذي مات فيه الأخ الثالث» ومن جهة اخري كان يبحث عن مقدسات الموت.
في أواخر ديسمبر عام 1997، جاء هاري بوتر وهيرميون غرينجر عند قبر إجناتيوس بيفريل المتآكل، حيث لاحظوا أن علامة مقدسات الموت كانت محفورة تحت الاسم القدير بالكاد.

## الشخصية والصفات
وفقا للأسطورة، كان اجناتيوس شابًا حكيمًا ومتواضعًا، أكثر بكثير من أخويه الأكبر سنا المتكبران. لذلك كان أكثر دهاءًا وكان الوحيد من بين الثلاثة الذين رأوا خداع الموت. طلبه لشيء لإخفائه من الموت، بدلا من شيء لتعزيز مجده الشخصي للغاية، أبقته على قيد الحياة لعدة عقود سعيدة.
يفضل اجناتيوس حياة هادئة ومبهجة إلى حد ما، على عكس إخوانه. على هذا النحو، عاش لسنوات عدة مع عدم وجود مشاجرات أو قلق وتربية الأسرة.أن آخر شيء فعله اجناتيوس في حياته هو تمرير عبائته لابنه، وضمان أن أحفاده في المستقبل يمكن أن يعيشوا حياة سعيدة طويلة كما كان، وعندما غادر العالم الفاني الي عالم الموتي مع الموت في نهاية المطاف، لم يظهر اجناتيوس أي ندم في خلع عباءة الاخفاء الذهاب مع الموت سويا.

## القدرات السحرية والمهارات
وصف ألباس دمبلدور إجناتيوس بأنه ساحر موهوب وقوي للغاية.
يمكن أن لاغناتيوس ان يبني جسرًا مثاليًا دون الفشل إلى جانب أخويه عبر الغسق، الذي كان شيء معقدًا من السحر.
تقول الأسطورة أن الموت كان المالك الأصلي لعباءة الاخفاء وسلمه إلى إجناتيوس عندما طلبه منه. ومع ذلك، فإن بعض الناس مثل دمبلدور قد توقعوا أن إجناتيوس صنع العباءة بنفسه. حتى يومنا هذا، تظل عباءة الاخفاء الوحيدة التي لا تزال مملوكة ومستخدمة حيث اعطاه هاري الي ابنة الأكبر جيمس، بالإضافة إلى ذرية إغنوتوس المباشرة. لم يتم استخدام عصا شجرة الالدر وحجر الاحياء مرة أخرى بعد عام 1998، مما ساهم بشكل أكبر في كيف أن الطبيعة المتواضعة لـ اجناتيوس أثبتت نجاحًا كبيرًا في النهاية أكثر من إخوانه.